# En Chine
En Chine est un carnet de voyage d'Abel Bonnard paru en 1924.

## Historique
En 1920, Abel Bonnard accompagne Paul Painlevé dans sa mission en Chine, étant lui-même envoyé par le ministère de l'Instruction publique. Il est aussi missionné par la Revue des deux mondes. Il voit Pékin, puis observe la modernisation et la disparition des coutumes ancestrales au sein des milieux de pouvoir. Il étudie la culture et la spiritualité, et traverse le pays alors en guerre.
Il rentre à Marseille en janvier 1921, après neuf mois de voyage. Il fait d'abord paraître en quatre parties, entre octobre 1922 et janvier 1923, son récit intitulé « Dans la Chine d'aujourd'hui ». Puis à la fin de l'année, il en tire un livre paru chez Fayard, En Chine.
Suivant Benjamin Azoulay, « un concert unanime de louanges accueille cet ouvrage ». Pour plusieurs de ses amis, comme Émile Henriot, Edmond Jaloux et Henri de Régnier, Bonnard a en effet enfin trouvé dans le récit de voyage le genre à travers lequel exprimer son génie propre. L'ouvrage reçoit le grand prix de littérature de l'Académie française la même année. Il inaugure une série de plusieurs récits de voyage qui se révèlent « pittoresques » et « dépaysants », et, où faisant œuvre de moraliste, il se propose d'analyser l'« âme des peuples » visités, contribuant ainsi à renouveler ce genre littéraire.

## Éditions
- Abel Bonnard, En Chine : 1920-1921, Paris, Fayard, 1924, 362 p. (BNF 41626598, lire en ligne)
- Abel Bonnard (trad. Veronica Lucas), In China : 1920-1921, Londres, Dutton, 1927, 361 p.
- 1931